# Otello Migliosi
Otello Migliosi (Petrignano di Assisi, 23 marzo 1913 – Assisi, 4 marzo 1996) è stato un presbitero e religioso italiano, del clero della diocesi di Assisi, docente di archivistica, di storia civile e di storia della chiesa al Seminario Regionale Umbro.

## Biografia
È noto per aver risistemato ab imis l'archivio della diocesi di Assisi-Nocera Umbra-Gualdo Tadino, di cui è stato responsabile fino al 1992.
Profondo cultore della storia locale, ha lasciato una Cronaca manoscritta della storia di Assisi dal dopoguerra fino al 1996, anno della morte, oltre a una Assisi: guida per la visita della Città e dei santuari francescani e ad una breve Storia dei castelli del contado di Assisi.
Fu sua l'idea di istituire, primo in Italia, la Festa della mamma. Lo fece ad Assisi, nel piccolo borgo di Tordibetto di cui fu parroco a partire dal 1º ottobre 1940, per la prima volta la seconda domenica di maggio del 1957.
In ricordo di tale festa, nel 1970 creò il Parco della mamma, sviluppatosi intorno ad una statua bronzea raffigurante la Maternità, opera dello scultore Enrico Manfrini.
Per ricordarne il decennale della morte, nel 2006, su petizione della Confraternita di San Bernardino da Siena, il comune di Assisi ha intitolato alla sua memoria la piazza di Tordibetto.